# Lijst van gemeenten in Van
Onderstaande lijst bevat alle gemeenten (2000) in de Turkse provincie Van.
| District   | Gemeente   |
| ---------- | ---------- |
| Bahçesaray | Bahçesaray |
| Başkale    | Başkale    |
| Çaldıran   | Çaldıran   |
| Çatak      | Çatak      |
| Edremit    | Çiçekli    |
| Edremit    | Edremit    |
| Erciş      | Çelebibağı |
| Erciş      | Erciş      |
| Erciş      | Kocapınar  |
| Gevaş      | Gevaş      |
| Gevaş      | Uysal      |
| Gürpınar   | Gürpınar   |
| Muradiye   | Muradiye   |
| Muradiye   | Ünseli     |
| Özalp      | Özalp      |
| Özalp      | Sağmalı    |
| Saray      | Saray      |
| Van        | Bostaniçi  |
| Van        | Erçek      |
| Van        | Van        |